# Богатир Роман Вікторович
Рома́н Ві́кторович Богати́р — майор Збройних сил України.

## Життєпис
У 1992 році закінчив Сумське ВАКУ. До серпня 1998 року проходив службу в 24-й бригаді. У травні 2014 року обійняв посаду начальника розвідки 39-го батальйону територіальної оборони. Виходив з оточення в Іловайському котлі. У жовтні 2014 року призначений заступником командира 39-го батальйону.
10 грудня 2014 року біля Кряківки зазнав важкого поранення, потрапивши в засідку терористів, де два військовослужбовці (сержанти Володимир Коновалов та Ігор Удовицький) — загинули.
У березні 2016 року звільнений зі складу ЗС України. Займався волонтерською діяльністю.
Помер 19 червня 2020 року, о 17:00, у київській лікарні внаслідок утворення тромбу в легеневій артерії. Похований у с. Світлогірське (Криничанський район).

## Нагороди
За особисту мужність і героїзм, виявлені у захисті державного суверенітету та територіальної цілісності України, вірність військовій присязі під час російсько-української війни, відзначений — нагороджений
- 13 серпня 2015 року — орденом Богдана Хмельницького III ступеня.
- Відзнака начальника Генерального штабу — нагрудний знак «Учасник АТО»
- 4 травня 2016 року — відзнака міського голови м. Дніпродзержинськ
- 1 грудня 2015 року — пам'ятна медаль ''Захиснику Вітчизни''